# Triplophysa longipectoralis
Triplophysa longipectoralis és una espècie de peix de la família dels balitòrids i de l'ordre dels cipriniformes.

## Morfologia
- Cos recobert d'escates, de 5,2 cm de llargària màxima i amb els costats dorsal i lateral (incloent-hi el cap) clapejats de taques.
- 3 espines i 8 radis tous a l'aleta dorsal. 3 espines i 5-6 radis tous a l'aleta anal.
- 39 vèrtebres.
- Aleta pectoral molt desenvolupada, la qual arriba més enllà l'origen de l'aleta pelviana. Aleta dorsal dentada. Aleta caudal bifurcada.
- Ulls rudimentaris.
- Anus a prop de l'origen de l'aleta anal.[2][4]

## Alimentació
Hom creu que es nodreix d'insectes aquàtics i copèpodes.

## Hàbitat i distribució geogràfica
És un peix d'aigua dolça, demersal i de clima tropical, el qual viu a una cova del riu Liu (un afluent del riu Xi Jiang a Guangxi, la Xina) amb una temperatura de l'aigua per sota dels 20 °C.

## Observacions
És inofensiu per als humans.